# Mariano Fernández Bermejo
Mariano Fernández Bermejo (ur. 10 lutego 1948 w Arenas de San Pedro) – hiszpański prawnik, nauczyciel akademicki i polityk, prokurator, parlamentarzysta, w latach 2007–2009 minister sprawiedliwości.

## Życiorys
W latach 60. był basistą zespołu Los Cirros, która wydała dwa albumy. W 1969 ukończył studia prawnicze na Uniwersytecie Complutense w Madrycie. Pracował jako nauczyciel akademicki na Universidad de Extremadura oraz na kształcącym na odległość uniwersytecie UNED.
W 1974 dołączył do hiszpańskiej prokuratury. Był prokuratorem w prowincjach Santa Cruz de Tenerife i Cáceres, a następnie dyrektorem prokuratury w Segowii. W 1985 należał do założycieli zrzeszenia prokuratorów Unión Progresista de Fiscales. W latach 1986–1989 pełnił funkcję doradcy ministra sprawiedliwości. W 1989 otrzymał nominację na prokuratora przy Trybunale Najwyższym. W latach 1992–2003 kierował tą prokuraturą, a w 2004 został przewodniczącym jednej z jej sekcji.
W lutym 2007 objął urząd ministra sprawiedliwości w pierwszym rządzie José Luisa Zapatero. Pozostał na tym stanowisku również w powołanym w kwietniu 2008 w drugim gabinecie dotychczasowego premiera. Ustąpił w lutym 2009, gdy ujawniono, że udał się na polowanie z sędzią śledczym Baltasarem Garzónem, który kilka dni później wszczął postępowanie dotyczące korupcji z udziałem działaczy opozycyjnej Partii Ludowej.
W latach 2008–2011 z ramienia Hiszpańskiej Socjalistycznej Partii Robotniczej był posłem do Kongresu Deputowanych IX kadencji.